# Les Aspres
Les Aspres ist eine französische Gemeinde mit 620 Einwohnern (Stand: 1. Januar 2022) im Département Orne in der Normandie. Sie gehört zum Arrondissement Mortagne-au-Perche, zum Kanton Tourouvre au Perche und zum Gemeindeverband Pays de L’Aigle.

## Lage
Die Gemeinde Les Aspres liegt im Zentrum der Landschaft Perche im Nordosten des Départements Orne, etwa auf halbem Weg zwischen den Städten Alençon und Évreux. Durch die Gemeinde fließt der Iton, an der südlichen Gemeindegrenze verläuft die Avre – beides Nebenflüsse der Eure. Nachbargemeinden von Les Aspres sind La Chapelle-Viel im Norden, Crulai im Nordosten, Irai im Osten, Tourouvre au Perche und Bresolettes im Südosten, Soligny-la-Trappe im Süden, Les Genettes im Südwesten und Bonnefoi im Westen sowie La Ferrière-au-Doyen, Auguaise und Écorcei im Nordwesten.

## Bevölkerungsentwicklung
| Jahr                       | 1962 | 1968 | 1975 | 1982 | 1990 | 1999 | 2006 | 2012 | 2021 |
| -------------------------- | ---- | ---- | ---- | ---- | ---- | ---- | ---- | ---- | ---- |
| Einwohner                  | 628  | 536  | 546  | 581  | 574  | 633  | 671  | 700  | 615  |
| Quellen: Cassini und INSEE |      |      |      |      |      |      |      |      |      |

## Sehenswürdigkeiten

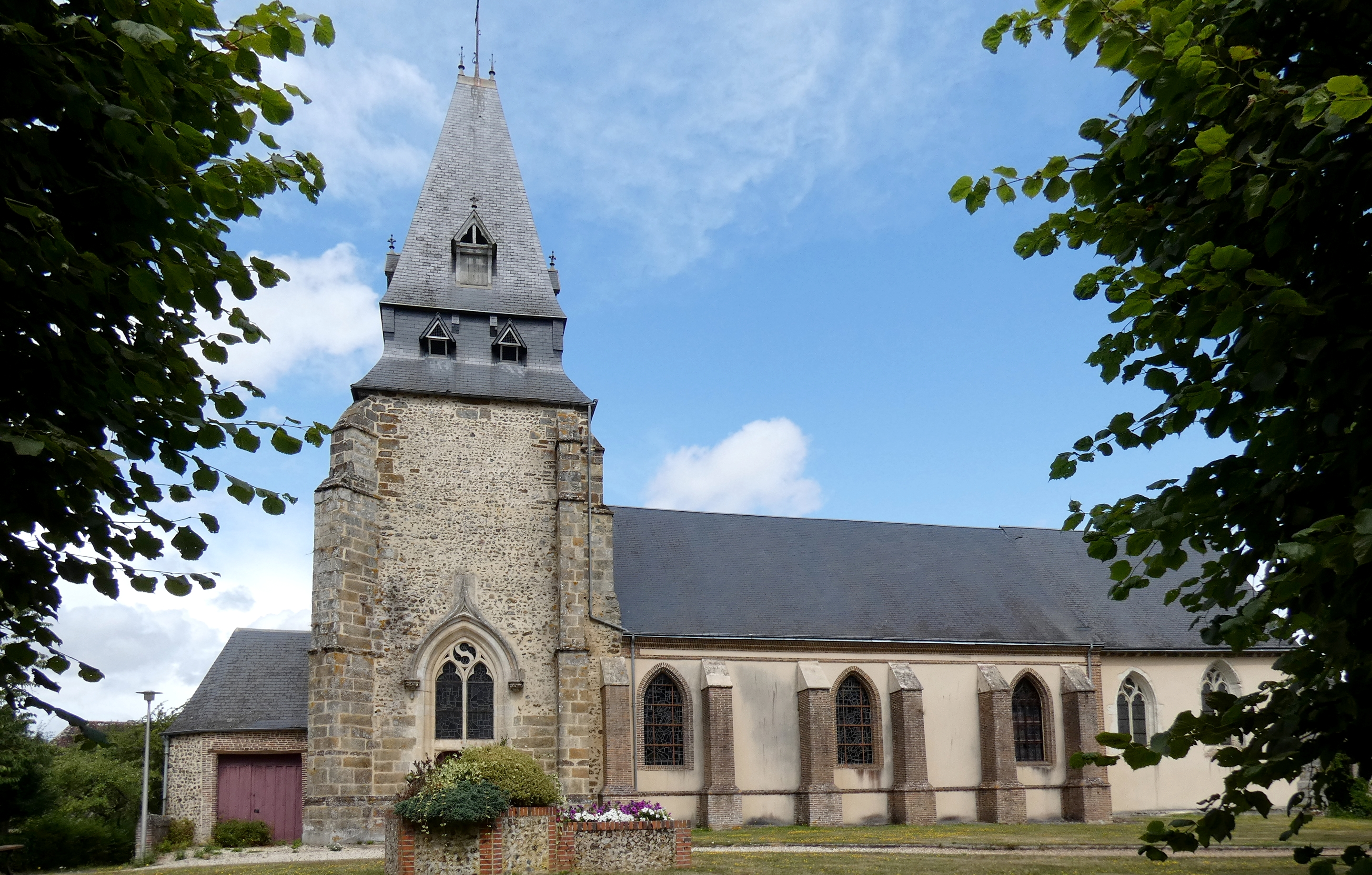
Kirche Notre-Dame
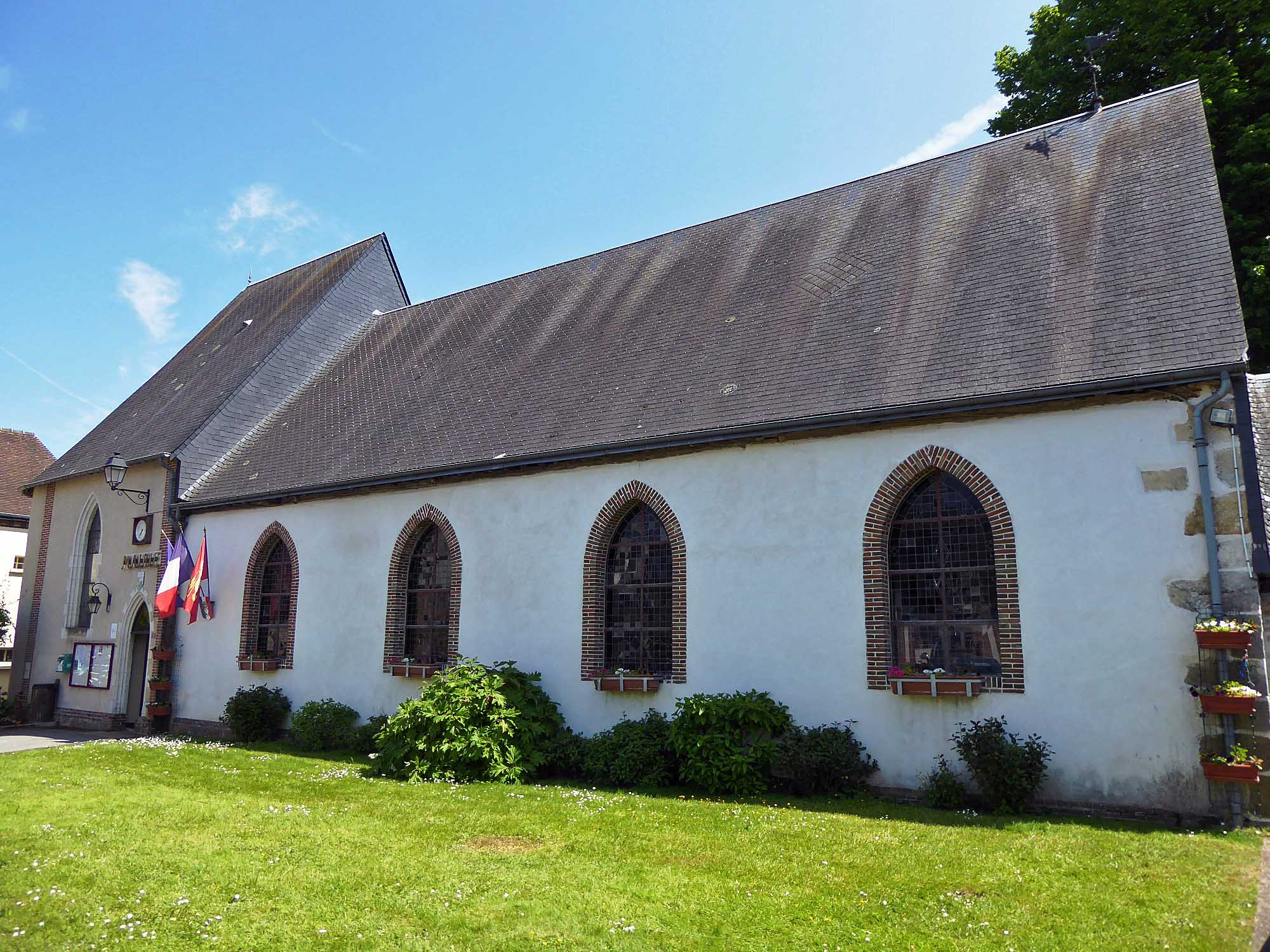
Mairie Les Aspres

- ehemalige Kirche Saint-Martin, heute Rathaus (mairie)
- Wasserturm
- Schloss im Ortsteil Le Châtelet

- Kirche Notre-Dame
- Mairie Les Aspres